# Ján Vojtaššák
Ján Vojtaššák (Zákamenné, 14 novembre 1877 – Říčany, 4 agosto 1965) è stato un vescovo cattolico slovacco.
Fu uno dei firmatari della Dichiarazione di Martin del 30 ottobre 1918.
Durante la Seconda guerra mondiale fu membro del Consiglio di Stato. Fu ingiustamente condannato nel processo farsa contro i vescovi slovacchi nel 1951.

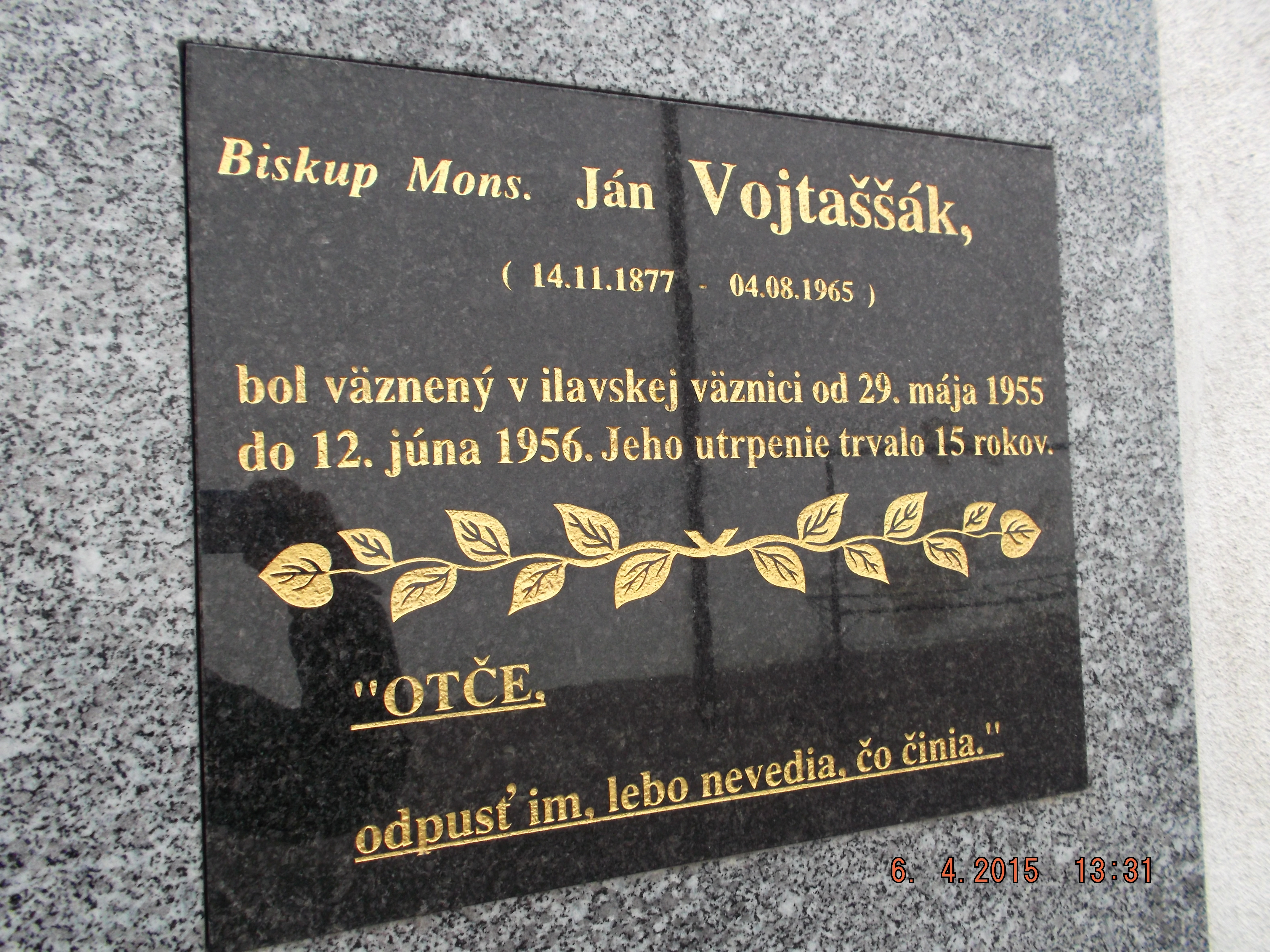
Lapide commemorativa sul muro del carcere di Ilava, in cui fu prigioniero.

## Biografia

### Gioventù e inizio del servizio ecclesiastico
Era originario della regione montuosa dell'Orava e nacque in una numerosa famiglia contadina. Aveva dieci tra fratelli e sorelle. Studiò ai ginnasi di Trstená e di Ružomberok e dal 1895 studiò teologia al seminario di Spišská Kapitula. Fu ordinato presbitero il 1º luglio 1901. Fu inviato in diverse località (Vyšná Zubrica, Kvačany, Bijacovce, Podvlk, Zubrohlava, Ústie nad Priehradou, Brutovce, Tvrdošín, Veličná, Vyšné Repaše), successivamente fu vicario capitolare e rettore del seminario. Già prima della prima guerra mondiale prese parte attiva alla vita politica come membro del Partito Popolare Slovacco di Hlinka.

### Episcopato
Dopo la nascita della Cecoslovacchia i vescovi di etnia ungherese abbandonarono le loro sedi. La diocesi di Spiš era retta dall'ungherese Alexander Párvy, che morì in esilio a Budapest il 24 marzo 1919. Frattanto la diocesi era amministrata dal vicario capitolare Štefan Mišík, che morì improvvisamente il 27 luglio 1919. Allora la responsabilità della diocesi ricadde su Vojtaššák, che il 16 dicembre 1920 fu nominato vescovo. Fu consacrato vescovo il 13 febbraio 1921 e prese possesso della diocesi il 27 febbraio.
Vojtaššák si misurò con il rinnovamento dei valori spirituali tra i credenti dopo la prima guerra mondiale. Dovette combattere il governo anticlericale. Nonostante la situazione politica, la sua diocesi si sviluppò. Il vescovo iniziò con un rinnovamento spirituale della diocesi. Nel 1921 stabilì l'adorazione eucaristica perpetua e un anno dopo eresse l'arciconfraternita dell'adorazione perpetua in tutte le parrocchie della diocesi. Ogni giorno dell'anno, c'era l'adorazione eucaristica in qualche parrocchia.
Il vero progetto di rinnovamento amministrativo della diocesi s'iniziò con la convocazione del sinodo diocesano, che si svolse nel luglio del 1925. Il sinodo discusse le questioni della vita spirituale dei sacerdoti, del culto divino, dei sacramenti, delle intenzioni della Messa e della tassa diocesana, della proprietà ecclesiastica, del seminario e della formazione dei teologi, delle scuole e della catechesi di bambini, giovani e adulti, di attività sociali e circoli, di pensioni per il clero e testamenti dei sacerdoti, dei cantori e dei sacrestani, dei benefici, del rapporto tra le parrocchie e la Curia diocesana.
Il vescovo visitò personalmente tutte le parrocchie e le chiese della diocesi compatibilmente con le possibilità di trasporto di quel tempo. Prestò particolare attenzione all'istruzione. Grazie a lui, il seminario di Spiš divenne il migliore della Cecoslovacchia. Si impegnò in modo straordinario per la formazione spirituale e specialistica del suo clero. Inviò molti a studiare all'estero, in particolare a Vienna, Roma, Praga, Gerusalemme e Innsbruck. Per sua iniziativa nella diocesi di Spiš sono stati costruiti 49 edifici scolastici. Inoltre, modernizzò l'Istituto magistrale di Spišské Podhradie ed elargì diverse borse di studio agli studenti poveri.

### La seconda guerra mondiale e la questione ebraica
Durante la seconda guerra mondiale dal 1940 al 1945 fu vicepresidente del Consiglio di Stato, che fungeva da camera alta del parlamento. Fu nominato consigliere dal Partito Popolare Slovacco di Hlinka, in qualità di rappresentante ufficiale della Chiesa cattolica, in quanto il Consiglio di Stato, come ebbe a dichiarare lo stesso Vojtaššák, «era un organismo istituzionale, non politico».
Fu d'accordo con la "soluzione" del governo di allora della questione ebraica, con l'esclusione dei cittadini ebrei dalla vita pubblica ed economica, anche se sollevò obiezioni contro una serie di provvedimenti drastici della politica del governo, soprattutto contro le misure che colpivano gli ebrei convertiti. Come membro del Consiglio, non si oppose alla deportazione della popolazione ebraica fuori del paese e come constata Martin Pekár «il vescovo Vojtaššák ebbe piena responsabilità personale e morale per le sue dichiarazioni al Consiglio di Stato, a prescindere da quanto sia stato profondo l'impatto reale di questo organismo costituzionale nella vita politica».
Il suo atteggiamento nei confronti degli ebrei nel Consiglio di Stato è ulteriormente documentato nella corrispondenza diplomatica tra Giuseppe Burzio, incaricato d'affari della Santa Sede a Bratislava e il cardinale Luigi Maglione, Segretario di Stato. In una delle lettere, Giuseppe Burzio scrive: «... Mi hanno informato che nella seduta in cui è stata discussa la deportazione degli ebrei, monsignor Vojtaššák, invece di opporsi al piano disumano, ha assunto un atteggiamento completamente passivo, limitandosi a obiezioni insignificanti. Poi, in un colloquio con un altro vescovo, suggerì che secondo lui sarebbe stato meglio se l'autorità ecclesiastica non si fosse immischiata in questa questione, in modo da non ostacolare il governo e il presidente della repubblica, che gli ebrei fossero i peggiori nemici della Slovacchia, che le cose continuassero ad andare nella loro direzione... e così via».
Alla fine della guerra non tentò di fuggire dal paese.

### Persecuzione politica
Dopo il ripristino della Cecoslovacchia, fu arrestato e imprigionato per la prima volta dal 5 maggio fino all'8 settembre 1945 a Bratislava. La Santa Sede respinse la richiesta del governo cecoslovacco che Ján Vojtaššák fosse privato dell'incarico vescovile. Il motivo del suo primo arresto fu il suo coinvolgimento nella politica durante la guerra. Successivamente, dopo la sua scarcerazione, combatté per difendere la scuola cattolica. Cercò di impedire l'ingerenza dello stato negli affari ecclesiastici e scomunicò diversi comunisti. Il 3 giugno 1950, fu internato nella residenza episcopale, il 16 novembre 1950 fu portato nella prigione di Praga-Ruzyně e il 15 gennaio 1951 comparve a Bratislava nel processo farsa con i vescovi "traditori" e fu condannato a 24 anni di carcere duro e altre pene per presunti reati contro la repubblica, tradimento, tradimento militare e spionaggio. Insieme a lui, i vescovi Michal Buzalka e Pavol Peter Gojdič furono condannati all'ergastolo e seguirono gli arresti di massa di sacerdoti e laici impegnati. Restò in prigione fino all'amnistia del 5 ottobre 1963.

### Morte
Dopo la scarcerazione visse brevemente a Oravská Lesná e poi a Senohraby vicino a Praga. Morì in esilio a Říčany vicino a Praga, perché gli era proibito di risiedere in Slovacchia. Fu sepolto nella natia Zákamenné. Nel 1990 è stato riabilitato con annullamento della sentenza. Nel 2003, nel corso della causa di beatificazione, i suoi resti furono riesumati e trasferiti nella cattedrale di San Martino di Spišská Kapitula.

## Causa di beatificazione
La causa di beatificazione è in genere strettamente legata alla raccolta di dati biografici sul candidato. La prima monografia con testimonianze personali su Ján Vojtaššák è stata scritta da mons. Viktor Trstenský. È la prima biografia del vescovo di Spiš Ján Vojtaššák, che è stato pubblicato all'estero con il titolo Ján Vojtaššák – mučeník Cirkvi a národa ("Ján Vojtaššák - martire della Chiesa e della nazione") e nella seconda edizione ampliata in Slovacchia con il titolo Sila viery, sila pravdy ("La forza della fede, la forza della verità").
Papa Giovanni Paolo II in occasione della sua visita in Slovacchia nel 1995, nell'omelia della Santa Messa celebrata a Mariánska hora presso Levoča il 3 luglio richiese direttamente l'avvio del processo di beatificazione per Ján Vojtaššák. Tutti i vescovi diocesani della Slovacchia ebbero un atteggiamento positivo nei suoi confronti. La causa è stata formalmente avviato dal vescovo di Spiš František Tondra l'11 dicembre 1996, dopo il consenso preliminare della Congregazione per le cause dei santi. Il cardinale Ján Chryzostom Korec ha parlato nella sua omelia nella Messa in occasione del 35º anniversario della morte del vescovo Vojtaššák a Zákamenné, chiedendo la sua rapida beatificazione e definendolo "martire". Nel novembre del 2001, la fase diocesana del processo si è conclusa e la causa è stata trasferita alla Congregazione per le cause dei santi, che ha avviato la seconda fase.
Nel 2003, la Segreteria di Stato della Santa Sede ha inviato una lettera a František Tondra, dicendo che "la Santa Sede stima il vescovo Vojtaššák, ma per il momento non considera opportuna la sua beatificazione".
Nel maggio del 2016, a Námestovo, si è tenuta una conferenza pubblica con fotografie inedite e dati storici su Ján Vojtaššák. La conferenza è stata condotta dallo storico della chiesa Ľuboslav Hromják, che dal 2010 si è dedicato allo studio delle fonti della sua biografia. Nella sua presentazione ha parlato della vita di Ján Vojtaššák e della sua opera nel contesto della storia ecclesiastica slovacca. Nella presentazione sono state pubblicate fotografie dalla nascita alla morte, fino alla riesumazione dei suoi resti mortali. Alla fine, è stato introdotto un nuovo studio specialistico - una monografia - dal titolo S výrazom lásky trvám ("Rinnovo l'espressione d'amore"). L'autore Ľuboslav Hromják nella monografia offre numerose dimostrazioni di come il vescovo Ján Vojtaššák poté difendere coloro che erano oppressi. Nelle appendici include anche un memoriale, sulla base della quale Alexander Mach non diede seguito alla prevista seconda ondata di deportazione degli ebrei dalla Slovacchia.
Nel novembre 2017 si è tenuta una conferenza scientifica contenente 19 interventi, che hanno presentato le risultanze delle ultime ricerche storiche su vari aspetti della vita di Ján Vojtaššák: le origini familiari, il percorso verso il ministero episcopale, l'attività pastorale, l'impegno per la costruzione delle scuole e delle istituzioni ecclesiali, la questione della minoranza polacca, i rapporti con la popolazione ebraica, i rapporti con la Santa Sede e con gli esiliati slovacchi, l'atteggiamento nei confronti delle ideologie e dei regimi totalitari e il loro atteggiamento nei suoi confronti. Contributi speciali che documentano la sua persecuzione nella Cecoslovacchia del dopoguerra, in particolare il processo politico e la lunga pena detentiva comminata dal regime comunista. I singoli interventi si basano su ricerche di archivio e hanno portato molte nuove notizie fino ad allora sconosciute.
In un'ampia appendice, gli autori hanno incluso una serie di documenti chiave e un ricco materiale fotografico. Interessante è il rapporto confidenziale degli ultimi giorni di vita di Ján Vojtaššák nel dormitorio di Senohraby vicino a Praga, il cui autore è un testimone autentico, il prete ceco František Ludvík.
L'intenzione di tutti gli intervenuti era di rendere ragione del personaggio del vescovo Vojtaššák nella sua complessità e alla luce della realtà. Oltre alle tematiche introdotte per la prima volta, il realismo con cui hanno studiato questa personalità è il contributo che i partecipanti alla conferenza hanno inteso dare al discorso generale su Ján Vojtaššák nella speranza che un vero dialogo sia possibile anche di fronte a interpretazioni diverse. Gli atti della conferenza scientifica sono stata pubblicata nel 2018 da Róbert Letz e Peter Jurčaga.
Nel 2019, la diocesi di Spiš, insieme con LUX communication e TV LUX, ha preparato un documentario sul servo di Dio, il vescovo di Spiš Ján Vojtaššák, sui suoi quasi 90 anni di vita e sulla sua eroica accettazione della croce, con il titolo Vojtaššák. È stato trasmesso in prima visione televisiva il Venerdì Santo, 19 aprile 2019.

## Seminario Ján Vojtaššák
Il seminario diocesano di Spišská Kapitula è stato intitolato al vescovo Ján Vojtaššák. Questo seminario, dove studiò anche lui, fu fondato nel 1815. Nel 1950, il regime comunista chiuse il seminario. I seminaristi furono chiamati al servizio militare nei battaglioni tecnici ausiliari. I professori e gli assistenti furono arrestati e condannati insieme al vescovo Ján Vojtaššák. Il seminario è stato ristabilito nel 1990. Dal 2003, il seminario è stato posto sotto l'amministrazione della Facoltà teologica dell'Università cattolica di Ružomberok.

## Genealogia episcopale e successione apostolica
La genealogia episcopale è:
- Cardinale Scipione Rebiba
- Cardinale Giulio Antonio Santori
- Cardinale Girolamo Bernerio, O.P.
- Arcivescovo Galeazzo Sanvitale
- Cardinale Ludovico Ludovisi
- Cardinale Luigi Caetani
- Cardinale Ulderico Carpegna
- Cardinale Paluzzo Paluzzi Altieri degli Albertoni
- Papa Benedetto XIII
- Papa Benedetto XIV
- Papa Clemente XIII
- Cardinale Marcantonio Colonna
- Cardinale Giacinto Sigismondo Gerdil, B.
- Cardinale Giulio Maria della Somaglia
- Cardinale Carlo Odescalchi, S.I.
- Vescovo Eugène de Mazenod, O.M.I.
- Cardinale Joseph Hippolyte Guibert, O.M.I.
- Cardinale François-Marie-Benjamin Richard
- Cardinale Pietro Gasparri
- Cardinale Clemente Micara
- Vescovo Ján Vojtaššák

La successione apostolica è:
- Vescovo Štefan Barnaš (1949)